# Antanartia hippomene
Antanartia hippomene är en fjärilsart som beskrevs av Jacob Hübner 1816-1824. Antanartia hippomene ingår i släktet Antanartia och familjen praktfjärilar. Inga underarter finns listade i Catalogue of Life.

## Bildgalleri

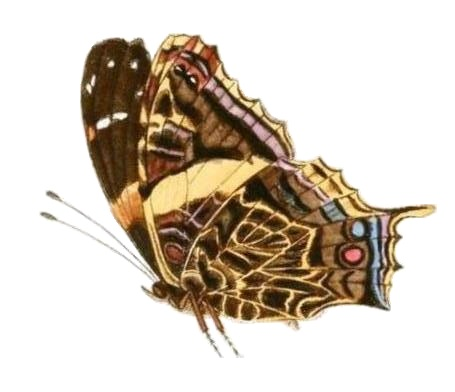